# 域名hack
域名hack（英語：Domain hack）指的是使用一个域名来拼写出一个网站名称或其它意思的单词。著名的域名hack有Delicious原先使用的域名del.icio.us、Google的縮址服务域名goo.gl、RSS服务blo.gs、YouTube的短域名youtu.be等等。
.as、.it、.me、.us等的域名都常用来作域名hack，因为在英语等一些语言中，以它们结尾的单词很多。
很多縮址服务的域名都用了域名hack。如bit.ly和它的另一个域名j.mp等。
中文也可以用来进行域名hack（主要是漢語拼音）。比如在网络词汇“很黄很暴力”流行之后，出现了以这句流行语的汉语拼音“hen.huang.hen.bao.li”为域名的网站。